# Sarcoma di Ewing
Il sarcoma di Ewing è una rara forma di neoplasia e di sarcoma che può interessare il tessuto osseo e in casi più rari le parti molli. Questa patologia racchiude diverse sottocategorie, infatti in medicina si è soliti parlare di "tumori della famiglia di Ewing", (ESFT, Ewing's Sarcoma Family of Tumors). Il Sarcoma di Ewing osseo è la forma di tumore osseo statisticamente più diffusa dopo l'osteosarcoma.

## Storia
Identificata da James Ewing (1866-1943) nel 1921 dove descriveva una strana forma di "endotelioma dell'osso". Prima di lui si sono descritte alcune forme simili sia nel 1866 che nel 1890 anche se non si era evidenziata la forma distinta da neuroblastoma o dal linfoma Le teorie eziologiche di Ewing continuarono quasi fino alla fine del XX secolo.

## Epidemiologia
Si manifesta principalmente nell'età infantile o adolescenziale (alcuni studi hanno calcolato l'età media intorno ai 16 anni) e in quella giovane adulta, mentre è molto raro dopo i 30 anni e nell'età neonatale.
L'incidenza di questa malattia varia a seconda dell'etnia e del sesso del paziente, ed è stata stimata intorno al 10–15% di tutti i sarcomi ossei, anche se altre stime lo portano al 40%. Fa parte del gruppo di tumori chiamati tumori neuroectodermici primitivi periferici.

### Localizzazione

Radiografia di un bambino che mostra un sarcoma di Ewing alla tibia

Tale forma si mostra maggiormente nell'individuo nelle diafisi delle ossa lunghe e le ossa piatte e nei tessuti molli profondi.
Altre sedi in cui si è mostrata più raramente:
- Midollo osseo,
- Polmoni
- Pancreas[11]
- Vagina[12]
- Esofago[13]
- Reni[14]
- Mammella

## Segni e sintomi
La patologia si manifesta spesso con la comparsa di una tumefazione talvolta di colorazione scura, e viene inizialmente confusa con un livido causato da un trauma. Altre volte il paziente lamenta un dolore circoscritto, intenso e persistente ad un osso o in altra parte del corpo. Effettuando la biopsia il tumore in questione appare composto da lamine di piccole cellule, rotonde che diventano blu con l'applicazione di un apposito Marcatore tumorale. Tali cellule sono dotate di citoplasma scarso, talvolta chiaro per la ricchezza in glicogeno. Possono essere presenti rosette di Homer Wright.

## Diagnosi e terapia
In presenza di una tumefazione anomala, sospetta, che il paziente non riesce a collegare ad alcun trauma oppure che non scompare nell'arco di una decina di giorni, è consigliabile consultare il medico di famiglia nel minore tempo possibile affinché prescriva esami di accertamento: un'ecografia in caso di massa sospetta nei tessuti molli, una radiografia in caso di sospetta neo-formazione che interessi l'osso.
Se dai primi esami risulta ipotizzabile la presenza di una massa tumorale, è opportuno eseguire una risonanza magnetica con liquido di contrasto. Se all'esito di tali esami vi è il sospetto di una neoplasia, è raccomandabile una biopsia da effettuarsi o mediante ago aspirato, oppure analizzando la massa escissa in seguito all'intervento chirurgico. Il Sarcoma di Ewing, al pari di altre tipologie di sarcomi, si caratterizza per la presenza di traslocazione, cioè una anomalia della riproduzione dei cromosomi della cellula.
La rarità di questa forma tumorale, come per ogni sottotipo di sarcoma, rende consigliabile per il paziente richiedere un secondo esame istologico che confermi la diagnosi. Successivamente è opportuno interpellare un centro altamente specializzato (ad esempio un centro IRCSS) in cui ci sia esperienza medica nel trattamento della patologia.
Se il sarcoma di Ewing si manifesta in zone superficiali del corpo la patologia viene spesso diagnosticata più rapidamente, con una conseguente prognosi di guarigione e di sopravvivenza a lungo termine migliore rispetto a quando la neoplasia sorge in profondità. Negli altri casi la prognosi è meno benevola, a meno che la diagnosi non sia ugualmente tempestiva, ma le moderne terapie e i progressi della chirurgia oncologica hanno migliorato le statistiche di guarigione dei pazienti. La chemioterapia con doxorubicina, etoposide, vincristina, ifosfamide, ciclofosfamide, è il trattamento standard e risulta spesso efficace nella cura del tumore: essa viene spesso applicata prima dell'operazione chirurgica atta alla rimozione della parte malata. Nei casi in cui la chemioterapia non risulta efficace, la malattia progredisce, o il paziente presenta metastasi all'esordio, si ricorre all'utilizzo di busulfan e Melfalan ad alte dosi, seguito da trapianto di cellule staminali del midollo osseo. Uno studio europeo iniziato nel 2008 ha evidenziato che il regime chemioterapico ad alte dosi con Busulfan e Melfalan potrebbe essere consigliabile anche per i pazienti che non presentano metastasi al momento della diagnosi, ma la cui malattia risulta localmente avanzata.
Da recenti studi clinici risulterebbe inoltre l'efficacia anche della Lurbinectedina, che potrebbe aumentare la sopravvivenza in una percentuale significativa di pazienti con malattia in fase avanzata e non più trattabili con le cure standard.
È inoltre in corso di studio l'efficacia del farmaco Cabozantinib.